# Pedro Rivera
Pedro Rubén Rivera Porra (Coinco, Región del Libertador Gral. Bernardo O'Higgins, Chile, 27 de septiembre de 1976) es un ex futbolista chileno y actual entrenador. Jugaba de defensa lateral derecho y su último equipo fue Magallanes. Actualmente es entrenador del Fútbol Joven del Club.

## Clubes

### Como jugador
| Club                      | País  | Año       |
| ------------------------- | ----- | --------- |
| O'Higgins                 | Chile | 1996-2002 |
| Cobresal                  | Chile | 2002-2003 |
| Universidad de Concepción | Chile | 2004-2006 |
| Everton                   | Chile | 2007      |
| Coquimbo Unido            | Chile | 2007      |
| Ñublense                  | Chile | 2008      |
| Santiago Morning          | Chile | 2009-2010 |
| Magallanes                | Chile | 2011      |

### Como entrenador
| Club                    | País  | Año       |
| ----------------------- | ----- | --------- |
| Magallanes (Inferiores) | Chile | 2015-Act. |